# Lucas Marí
Lucas Marí Tardio (Godella, Valencia; 20 de octubre de 2005) es un jugador de baloncesto español que pertenece a la plantilla del CB L'Horta Godella de LEB Plata, incluyendo participaciones con el Valencia Basket de la Liga Endesa. Mide 1,99 metros y juega de base.

## Trayectoria
Hijo del exbaloncestista José Manuel Marí, que en la temporada 1989-90 fue primer canterano que lograba debutar en Liga ACB. Lucas es un jugador formado en las categorías inferiores de Valencia Basket.
En la temporada 2021-22, forma parte del filial de la Liga LEB Plata. 
En la temporada 2022-23, forma parte de la plantilla del CB L'Horta Godella de la Liga LEB Plata, club vinculado de Valencia Basket.
El 27 de noviembre de 2022, con apenas 17 años hace su debut en la Liga ACB en un encuentro frente al Unicaja Málaga y durante la misma temporada jugaría otros 5 encuentros en Liga ACB.

## Selección nacional
En julio de 2022, formó parte de la selección española Sub-17 que perdió la final frente a la selección de Estados Unidos, conquistando la medalla de plata en el Mundial Sub-17 de 2022 de Málaga.
El 30 de julio de 2023 consiguió la plata en el Europeo Sub-18 celebrado en la ciudad de Niš (Serbia), perdiendo la final ante el equipo serbio.